# Stefano Napoleoni
Stefano Napoleoni (* 26. Juni 1986 in Rom) ist ein italienischer Fußballspieler. Er spielt als Mittelstürmer und Linksaußen. Sein Spielfuß ist rechts.

## Karriere
Napoleoni spielte für die Nachwuchsabteilung von US Tor di Quinto und begann seine Profikarriere 2006 beim polnischen Verein Widzew Łódź. 

### Widzew Łódź
Im Jahr 2006 wurde Napoleoni von Zbigniew Boniek während eines Promozione-Amateurspiels in Rom entdeckt, wo er drei Tore erzielte. Kurz darauf unterschrieben er einen Vertrag bei Widzew Łódź und ist damit der erste italienische Fußballspieler, der jemals in einer polnischen Liga spielte (Ekstraklasa Liga). Später in der Saison wurde er auch von einem italienischen Mitspieler Joseph Dayo Oshadogan begleitet. Er zog nach Levadiakos, nachdem Widzew Łódź Ende 2008 abgestiegen war.

### Levadiakos F.C.
Im Januar 2009 unterschrieb er für den griechischen Verein Levadiakos FC nachdem der zyprische APOEL FC sein Interesse an einem Vertrag zurückzog. Im Laufe der Jahre wurde er ein Fanliebling. Im Juli 2012, sechs Monate vor Ablauf seines Vertrages mit Levadiakos, bekundete West Bromwich Albion Interesse an Napoleoni. Er verließ Levadiakos im Dezember 2012 am Ende seines Vertrages. Insgesamt bestritt Napoleoni 99 Spiele, erzielte 27 Tore und kam auf elf Vorlagen.

### Atromitos Athen F.C.
Im Januar 2013 unterschrieb er für den griechischen Verein Atromitos F.C.
Im April 2015 bekundeten kurz vor seinem Vertragsende AEK, Sassuolo und PAOK Intesse an Napoleoni.
Am 3. Mai 2015 spielte Atromitos gegen Panionios Athen die für Atromitos entscheidende Partie, die darüber entschied, ob der Verein in die Playoffs eintreten würde. Napoleoni erzielte seinen zweiten Karriere-Hattrick und führte seine Mannschaft zu einem 3:1-Sieg, wodurch sie in die griechischen Playoffs aufstieg. Napoleoni war einer der stabilsten und wertvollsten Spieler von Atromitos F.C. In den letzten Spielzeiten hat er sein Angebot mit einem neuen Vierjahresvertrag (2+2 Jahre) eingelöst, das hätte ihn bis Mitte 2019 mit dem Verein verbunden.

### İstanbul Başakşehir F.K.
Am 31. Januar 2016 unterzeichnete Napoleoni einen Vertrag über eineinhalb Jahre beim Super-Lig-Verein Istanbul Başakşehir gegen eine Ablöse von 400.000 Euro. Nach drei Jahren wechselte er erneut.

### Göztepe S.K.
Am 2. September 2019 wechselte Napoleoni zum türkischen Super-Lig-Verein Göztepe gegen eine nicht genannte Ablöse für einen Einjahresvertrag (mit einer Option von einem weiteren Jahr).

### Ümraniyespor Kulübü
Am 7. September 2021 unterschrieb Napoleoni einen Vertrag bei Ümraniyespor in der türkischen TFF First League.

### Rückkehr nach Italien
Im November 2022 kehrte Napoleoni in seine Heimat Italien zurück. Er spielte bei ASD Roma City FC in der Serie D. Nachdem Napoleoni in einer glanzlosen Saison nur neun Spiele bei Roma City bestritten hatte, wechselte er im August 2023 die Mannschaft und wechselte zum Serie D-Club Real Monterotondo.